# داگلاس دی‌سی-۶
داگلاس دی‌سی-۶ (به انگلیسی: Douglas DC-6) یک هواپیمای ساختِ کارخانهٔ شرکت هواپیماسازی داگلاس در کشور ایالات متحده آمریکا است که در سال ۱۹۴۶ ساخته شد. نخستین استفاده‌کنندهٔ این هواپیما خطوط هوایی سراسری آمریکا بوده‌است. این هواپیما برای نخستین بار در ۱۵ فوریه ۱۹۴۶ میلادی مورد استفاده قرار گرفت.